# Jełowa (przystanek kolejowy)
Jełowa – przystanek osobowy, dawniej stacja kolejowa w miejscowości Jełowa, w województwie opolskim, w powiecie opolskim, w gminie Łubniany, w Polsce.

## Ruch pasażerski
W roku 2017 przystanek obsługiwał 0–9 pasażerów na dobę. W roku 2022 dobowa wymiana pasażerska na przystanku wynosiła 0-9 pasażerów.

## Historia
Stacja kolejowa w Jełowej była kiedyś stacją węzłową, przejeżdżały tędy pociągi w kierunku Opola i Namysłowa (linia oddana do użytku 1 sierpnia 1889) oraz do Kluczborka. Obecnie zatrzymują się tutaj jedynie autobusy szynowe relacji Opole – Kluczbork.
Między 9 a 12 września 1939 na stacji przebywał pociąg sztabowy Adolfa Hitlera „Amerika”.